# Habitatge a la rambla Just Oliveras, 31 (l'Hospitalet de Llobregat)
L'habitatge a la rambla Just Oliveras número 31 de l'Hospitalet de Llobregat (Barcelonès) és un edifici noucentista protegit com a bé cultural d'interès local.

## Descripció
És un edifici de planta baixa i dos pisos, de finals de la primera dècada del segle xx, que combina elements noucentistes i elements modernistes. Al centre de la planta baixa s'obre la porta d'arc rebaixat amb les inicials J.O. inscrites a la clau. El parament que envolta la porta està encoixinat. A banda i banda hi ha dues finestres geminades que tenen la part superior decorada amb relleus vegetals.
Al primer pis hi ha quatre portes amb quatre balcons de ferro. Totes les obertures tenen la llinda decorada amb relleus. Separant el primer i el segon pis hi ha uns medallons amb motius florals. Al segon pis hi torna a haver quatre obertures però en aquest cas només hi ha un balcó al qual donen les dues obertures centrals. En aquest pis les obertures tornen a ser amb llindes i tenen relleus vegetals a la part superior.
Coronant la façana hi ha una cornisa sostinguda per mènsules i a sobre es troba un frontó semicircular, amb un ornament floral al timpà, i per darrere el mur de tancament del terrat.
El vestíbul de l'edifici està decorat amb esgrafiats, estucats de motius florals i caps femenins a les mènsules.

## Història
L'any 1907 es va començar el segon Eixample de la Vila Vella, que ja començava a ser un espai massa limitat per a les necessitats del moment, amb l'obertura de la rambla Just Oliveres. Inicialment havia de ser el carrer "residencial" i d'avantguarda, ja que es van edificar magnífics exemples de modernisme (Cases Barates, casa Sabadell, etc.) i també, més endavant, alguns exemples de racionalisme (casa Santfeliu, Banc Central, etc.). Actualment continua essent un dels eixos més importants de la vida social de l'Hospitalet.